# Открытая O
Ɔ, ɔ (открытая O/перевёрнутая C) — буква расширенной латиницы. Используется в некоторых языках Западной Африки (бамана, эве, икпоссо, йоруба и др.) и Центральной Африки (лингала, монго и др.). В качестве перевёрнутой C используется в майяских языках для обозначения аффрикаты [t͡sʼ].

## Использование

### Международный фонетический алфавит
В МФА строчная ɔ используется для обозначения огублённого гласного заднего ряда средне-нижнего подъёма.

### Африканские языки
В Африканском и Африканском эталонном алфавитах и нескольких алфавитах африканских языков, основанных на них, Ɔ используется для записи огублённого гласного заднего ряда средне-нижнего подъёма. Эта буква также используется в общем алфавите для языков Камеруна, алфавите для национальных языков Бенина, научном алфавите для языков Габона, стандартизованной орфографии Демократической Республики Конго, национальном гвинейском алфавите, национальном чадском алфавите, алфавите национальных языков Мали и в практической орфографии языков Кот-д’Ивуара.